# Шкловський театр Зорича

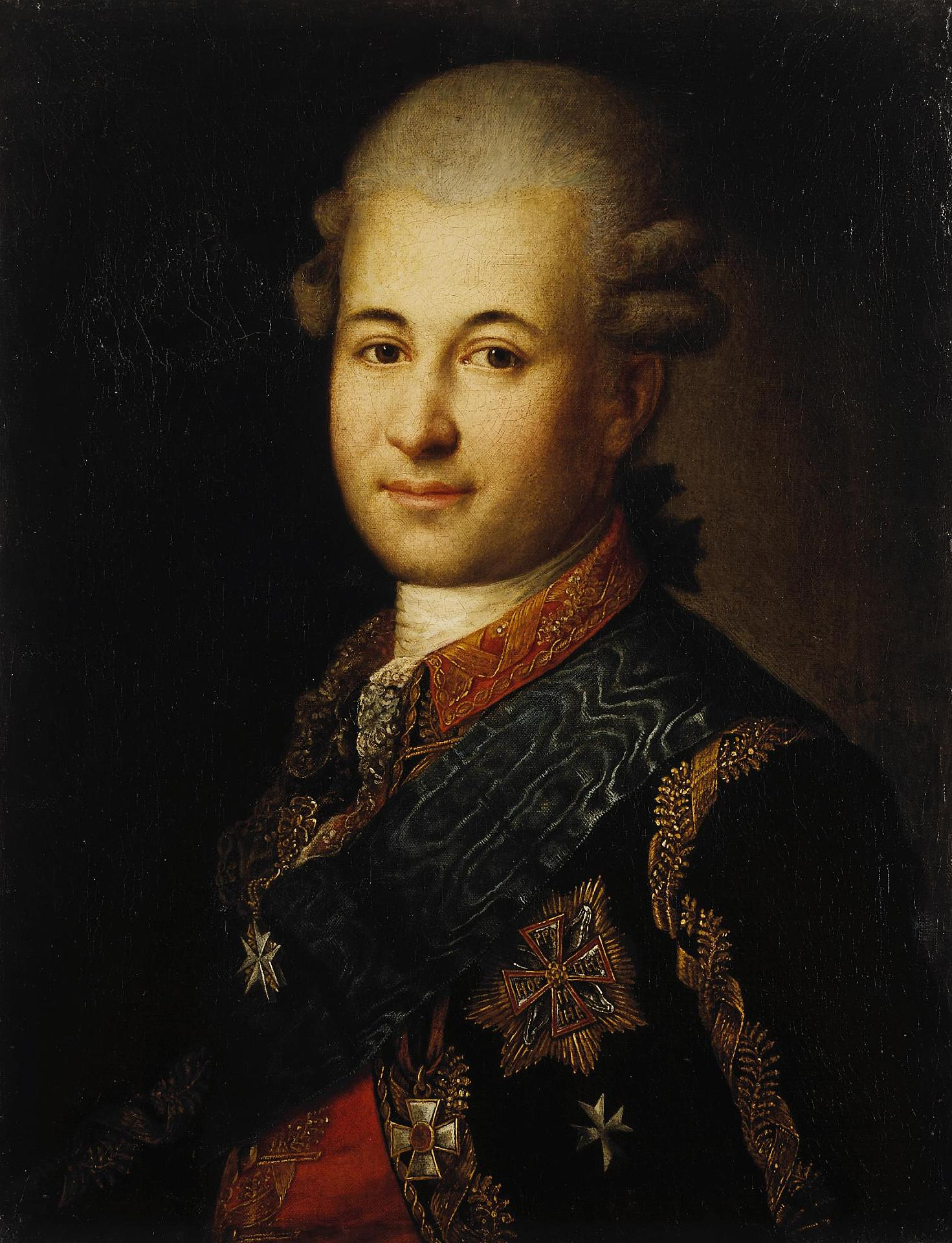
Портрет Семена Гавриловича Зорича, засновника кріпацького театру

Шкловський театр графа Семена Зорича (біл. Шклоўскі тэатр Зорыча) — найбільший кріпацький театр на сході Білорусі. Діяв у Шклові в 1778—1800 роках.
Театральні вистави йшли в спеціальному театральному будинку, побудованому в 1780 році, і в залах при оранжереї.

## Акторський склад
З 1778 до 1780 року тут сформувалася дві трупи — балетна і драматична, був хор і три оркестри.
У драматичних виставах виступали закордонні гастролери, учні кадетського корпусу, організованого Зоричем, кріпосні виконавці. Також брали участь дворяни-аматори. Відомо, що в спектаклях брали участь графиня Меліна і княгиня К. А. Долгорука, а постановка опери Ернеста Ванжури «Обдурений опікун» була організована «силами знаті». Особливо славився як драматичний актор князь Прокіп Мещерський, виконавська манера і майстерність якого вплинули на творчість реформатора російської сцени Михайла Щепкіна.
Популярність здобули кріпосні актори — сестри Пелагея і Катерина Азаревич, Т. і Р. Бекери, К. Буткевич, М. Бушинська, Г. Максимович, Я. Політика, К. Скоробогатий, Н. Соніна, Л. Суворова, Є. Чуциков, Ф. Шамборський та ін.

## Вистави
Саме в Шклові проходили перші виступи іноземних артистів, приїжджим в Росію. Сергій Тучков свідчив: «Жоден славетний музикант, співак чи співачка не могли приїхати з Європи до російські столиці, не давши кілька концертів у Зорича. Він щедро дарував їх і так добре з ними обходився, що багато хто жив у нього зо кілька місяців і з вдячністю давав настанови власним його музикантам».
У театрі все було по-справжньому: якщо за сценарієм йшла битва — на сцену в'їжджали вояки на конях; якщо це була водна баталія — дія переміщалися у величезний басейн. Всього за виставу відбувалося до 70 змін декорацій. Однак приваблювало глядачів не стільки багатство постановок, скільки майстерність шкловських артистів: на вистави балетної трупи з'їжджались шанувальники з Відня, Варшави, Москви.
Особливо грандіозне театральне видовище (пантоміма з алегоріями з використанням до 70 чудових декорацій) відбулось 30 травня 1780 року з приводу зустрічі в Шклові імператриці Катерини II і австрійського імператора Йосифа II. На виставі був присутній весь російський двір.
У 1787 році займався оформленням вистав театральний художник Антоній Гловацький.

## Закриття
Після смерті графа Семена Гавриловича Зорича кріпосний театр перестав існувати. Оркестр разом з кадетським корпусом переїхав в Гродно, а балетна трупа залишилася без діла. У 1800 році після переговорів спадкоємців графа з гофмаршалам і директором імператорських театрів А. П. Наришкіним в Шклов був відряджений російський балетмейстер Іван Вальберх, який відібрав з балету 14 осіб і вивіз їх у Санкт-Петербург. Із закриттям шкловського театру в 1799 році закінчилася епоха кріпацького балету на території Білорусі.